# Wemmel
Wemmel ([ˈweməl]ⓘ) là một đô thị ở tỉnh Vlaams-Brabant. Đô thị này chỉ bao gồm thị xã Wemmel proper. Tại thời điểm ngày 1 tháng 1 năm 2006, Wemmel có tổng dân số 14.774 người. Tổng diện tích là 8.74 km² với mật độ dân số là 1.690 người trên mỗi km².
Ngôn ngữ chính thức là tiếng Hà Lan, như ở những nơi khác ở Flanders.